# Хабаров Ярослав Васильович
Ярослав Васильович Хабаров (рос. Ярослав Васильевич Хабаров; 5 березня 1989, м. Магнітогорськ, СРСР) — російський хокеїст, захисник. Виступає за «Металург» (Магнітогорськ) у Континентальній хокейній лізі.  
Вихованець хокейної школи «Металург» (Магнітогорськ). Виступав за «Металург» (Магнітогорськ), «Стальні Лиси» (Магнітогорськ). 
Досягнення
- Володар Кубка Харламова (2010).
- Володар Кубка Гагаріна (2014).